# 연어의 난

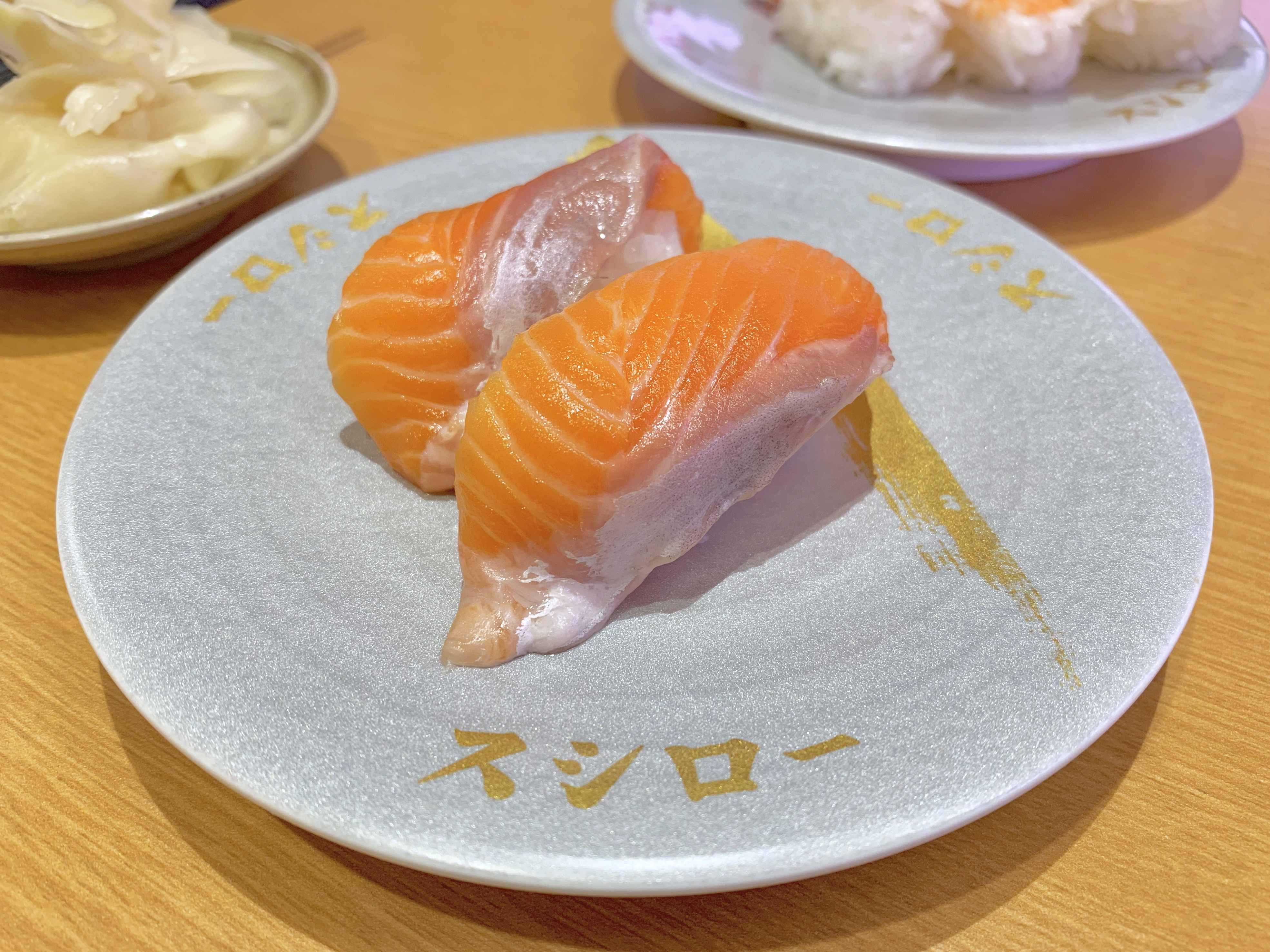
사건에 연루된 체인 레스토랑인 스시로에서는 연어 초밥 2개가 제공되었다.

2021년 3월, 많은 대만 사람들이 일본 회전 초밥 체인 스시로(Sushiro)의 프로모션을 활용하기 위해 '연어'를 의미하는 중국어 단어(鮭魚, guīyú)를 포함하도록 법적 이름을 변경했다. 체인점에서는 이름에 '스시'라는 단어가 포함된 손님에게 무료로 스시를 제공했다. 이 현상은 영어 언론에서 "salmon chaos"(연어의 난, 鮭魚之亂)라고 불렸다. 이 사건은 유명 인사와 일반 대중으로부터 상당한 비판을 받았다.